# ユナイテッド・セミコンダクター・ジャパン
ユナイテッド・セミコンダクター・ジャパン株式会社(略称: USJC、英語: United Semiconductor Japan Co., Ltd.)は三重県桑名市の300mm半導体ウェハー工場を製造拠点にしたファウンドリ専業メーカーである。
台湾にある聯華電子（UMC）グループの一員となり、日本発のファウンドリとして半導体製造受託サービスを提供している。

## 概要
前身の三重富士通セミコンダクターは、富士通セミコンダクターとUMCとの合弁会社で、製造拠点の三重工場は、1984年の操業開始以来、最先端メモリ等の開発・量産が行われてきた。
2019年10月、三重富士通セミコンダクターからユナイテッド・セミコンダクター・ジャパンへ社名変更し、UMCの完全子会社として設立された。USJCの本社は神奈川県横浜市に新設され、製造拠点はこれまでと同様の三重県桑名市である。
三重工場で製造される半導体を「桑名発の半導体」と称している。

## 三重工場の特長

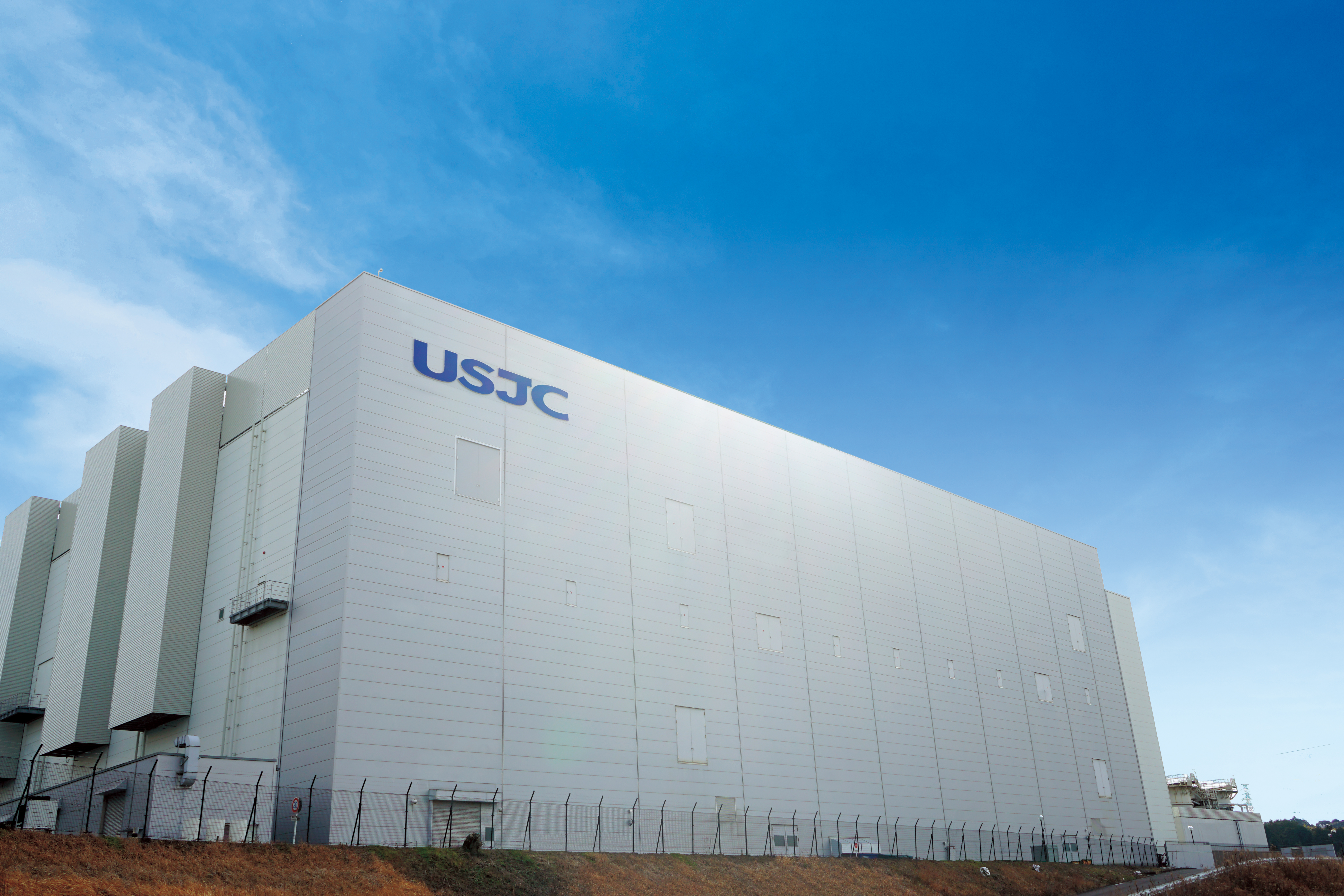

|                    | B1棟                   | B2棟                   |
| ------------------ | ---------------------- | ---------------------- |
| 操業開始           | 2005年                 | 2007年                 |
| 延床面積           | 38,000m2               | 80,000m2               |
| クリーンルーム面積 | 17,000m2               | 30,000m2               |
| プロセステクノロジ | 40nm, 55nm, 65nm, 90nm | 40nm, 55nm, 65nm, 90nm |
| 製造能力           | 約38,400枚/月          | 約38,400枚/月          |

## 沿革
- 1984年（昭和59年）- 富士通三重工場開設。
- 1992年（平成4年）- 世界初スーパーコンピュータ向けのCMOS LSIを開発。
- 2003年（平成15年）- 90nmCu多層配線のプロセス量産開始。
- 2004年（平成16年）- 富士通三重工場に世界初ハイブリッド免振構造の300mmウェハー対応の新棟建設。
- 2006年（平成18年）- 富士通三重工場に300mmウェハー対応の第2棟建設。
- 2008年（平成20年）- 富士通LSI事業部を分社化し、富士通マイクロエレクトロニクス株式会社を設立。
- 2010年（平成22年）- 富士通セミコンダクター株式会社に社名変更。スーパーコンピュータ「京」半導体チップ製造開始。
- 2013年（平成25年）- DDCトランジスタ採用製品の量産を開始。
- 2014年（平成26年）- 三重富士通セミコンダクター株式会社を設立。
- 2015年（平成27年）- 世界で初めて旋回流誘引型成層空調[1]を全面採用し、40nmプロセス製造ラインを構築。
- 2016年（平成28年）- 品質マネジメントシステム（ISO9001:2015）認証取得。自動車産業向け品質マネジメントシステム（IATF16949:2016）認証取得。
- 2019年（平成31年/令和元年）- 環境マネジメントシステム（ISO14001:2015）認証取得。ユナイテッド・セミコンダクター・ジャパン株式会社に社名変更。
- 2020年（令和2年）- 情報セキュリティマネジメントシステム（ISO/ICE 27001:2013）認証取得。
- 2021年（令和3年）- 事業継続マネジメントシステム（ISO22301:2019）認証取得[2]。
- 2022年（令和4年）- デンソーと車載パワー半導体の生産において協業[3]。労働安全衛生マネジメントシステム（ISO45001:2018）認証取得。
- 2023年（令和5年）- デンソーとの協業による車載パワー半導体の量産出荷を開始。情報セキュリティマネジメントシステム（ISO/ICE 27001:2022）認証取得。